# José de Medeiros Leite
José de Medeiros Leite (* 16. November 1898 in Mossoró, Rio Grande do Norte; † 6. März 1977) war ein brasilianischer Geistlicher und römisch-katholischer Bischof von Oliveira. 

## Leben
José de Medeiros Leite empfing am 29. Mai 1924 die Priesterweihe.
Papst Pius XII. ernannte ihn am 14. August 1945 zum ersten Bischof des neuerrichteten Bistums Oliveira. Der Erzbischof von Belo Horizonte, Antônio dos Santos Cabral, spendete ihm am 28. Oktober desselben Jahres die Bischofsweihe. Mitkonsekratoren waren der Bischof von Uberaba, Alexandre Gonçalves do Amaral, und der Bischof von Mossoró, João Batista Portocarrero Costa.
Er nahm an allen vier Sitzungsperioden des Zweiten Vatikanischen Konzils als Konzilsvater teil.